# Frankfurter TC Palmengarten
Koordinaten: 50° 10′ N, 8° 40′ O
Der Frankfurter Tennisclub Palmengarten ist ein Tennisverein aus Frankfurt-Eschersheim.
Der im Palmengarten im Westend 1914 gegründete Verein umfasst 22 Plätze, davon 17 Sand- und fünf Teppich-Hallenplätze, darunter einen Center Court mit Plätzen für bis zu 2.000 Zuschauer sowie vier Plätze mit Flutlichtanlage. Zur Anlage gehören außerdem Fitnessgeräte und Gymnastikraum, Billard, Saunalandschaft und Kinderspielplatz.
Der TC Palmengarten gehört seit 2006 zu den führenden Tennisvereinen in Deutschland und ist seit 2009  Mitglied der Leading Tennis Clubs of Germany. Internationale Wettkämpfe wie die Fed-Cup-Begegnungen der deutschen Mannschaft 2009 gegen China und 2010 gegen Frankreich haben den Club bekannt gemacht. Der Verein war 2015 mit 45 Mannschaften und mit rund 380 Spielern und Spielerinnen an den Medenspielen des hessischen Tennisverbandes sowie der Regionalliga Süd-West vertreten.